# Fanny Herrero
Fanny Herrero (Toulon, 5 de diciembre de 1974) es una guionista de televisión francesa.

## Biografía
Fanny Herrero es hija del jugador de rugby y entrenador Daniel Herrero. Creció en la región de Toulon.
Se graduó en el Institut d'études politiques (Instituto de Estudios Políticos) y en la Escuela de Economía de Londres. Fue jugadora de voleibol, perteneciendo al equipo juvenil de voleibol de Francia. Tras trabajar como actriz de teatro de 2000 a 2006, decidió dedicarse a escribir guiones. Herrero escribió su primer guion para el telefilme Fort comme un homme, transmitida por el canal de televisión Arte. En 2007 cofundó SAS, un colectivo de guionistas que trabajó en las series Un village français, Kaboul Kitchen o Fais pas ci, faire pas ça.
En 2014, se hizo cargo de un proyecto malogrado de Canal+ (inicialmente desarrollado por Dominique Besnehard y Nicolas Mercier) creando Call My Agent!, una serie para la emisora pública France 2 sobre el mundo de los agentes de talentos, para la que se puso al frente del equipo de guionistas y fue la showrunner de las tres primeras temporadas. Su trabajo en la serie fue premiado en la ceremonia de los Globos de Cristal de 2019.
En 2022 fue presidente del jurado de la 5ª edición del Festival de Canneseries, al tiempo que su nueva serie, Drôle, se estrenaba en Netflix.